# آرخم
آرخم (به هلندی: Archem) یک منطقهٔ مسکونی در هلند است که در اومن واقع شده‌است. آرخم ۹۰ نفر جمعیت دارد.